# Whitfield, Kent
Whitfield är en ort och civil parish i grevskapet Kent i sydöstra England. Orten ligger i distriktet Dover, strax norr om Dover. Tätorten (built-up area) hade 6 508 invånare vid folkräkningen år 2021.